# Liste des députés européens du Royaume-Uni de la 2e législature
Lors des élections européennes de 1984, 81 députés européens sont élus au Royaume-Uni. Leur mandat débute le 24 juillet 1984 et se termine le 24 juillet 1989.
- Les conservateurs du Parti conservateur et unioniste obtiennent 45 sièges.
- Les travaillistes du Parti travailliste obtiennent 33 sièges.
- Les indépendantistes du Parti national écossais obtiennent 1 siège.
- Les protestants du Parti unioniste d'Ulster obtiennent 1 siège.
- Les protestants du Parti unioniste démocrate obtiennent 1 siège.

## Députés duGroupe des démocrates européens

### Députés duParti conservateur et unioniste
- Robert C. Battersby
- Christopher Beazley
- Peter Beazley
- Nicholas Bethell
- Beata Ann Brookes
- Bryan Cassidy
- Fred Catherwood
- Richard Cottrell
- John de Courcy Ling
- David Curry
- Margaret Daly
- Charles Wellesley, Lord Douro
- Diana Elles
- James Elles
- Sheila Faith
- Basil de Ferranti jusqu'au 24 septembre 1988
remplacé le 15 décembre 1988 par Edward Kellett-Bowman
- Paul Howell
- Alasdair Henry Hutton
- Caroline Jackson
- Christopher Jackson
- Michael Kilby
- Edward McMillan-Scott
- John Leslie Marshall
- James Moorhouse
- Bill Newton Dunn
- Tom Normanton
- Charles Towneley Strachey, Lord O'Hagan
- George Benjamin Patterson
- Andrew Pearce
- Henry Plumb
- Derek Prag
- Peter Price
- Christopher Prout
- James Provan
- Shelagh Roberts
- James Scott-Hopkins
- Madron Richard Seligman
- Alexander Sherlock
- Richard J. Simmonds
- Anthony Simpson
- Jack Stewart-Clark
- Frederick Tuckman
- Amédée Turner
- Peter Vanneck
- Michael Welsh

## Députés duGroupe du Parti socialiste européen

### Députés duParti travailliste
- Gordon J. Adam
- Richard A. Balfe
- Janey O'Neil Buchan
- Barbara Castle
- Kenneth Collins
- Christine Crawley
- George Robert Cryer
- Michael Elliott
- Alexander Falconer
- Glyn Ford
- Winston James Griffiths
- Michael Hindley
- Geoffrey Hoon
- Leslie Huckfield
- Stephen Hughes
- John Hume
- Alfred Lomas
- Michael McGowan
- Hugh McMahon
- David Martin (homme politique écossais)
- Thomas Megahy
- David Morris
- Arthur Stanley Newens
- Edward Newman
- Terrence Pitt jusqu'au 3 octobre 1986
remplacé le 5 mars 1987 par John Bird
- Joyce Quin
- Barry Seal
- Llewellyn Smith
- George Stevenson
- Kenneth Stewart
- John Tomlinson
- Carole Tongue
- Norman West

## Député duGroupe du rassemblement des démocrates européens

### Député duParti national écossais
- Winifred M. Ewing

## Député duGroupe des droites européennes

### Député duParti unioniste d'Ulster
- John David Taylor

## Députénon-inscrits

### Député duParti unioniste démocrate
- Ian Paisley